# Otryt (potok)
Otryt – potok, prawobrzeżny dopływ Sanu o długości 3,06 km.
Potok płynie w Bieszczadach. Odprowadza wody ze środkowej części pasma Otrytu. Przepływa przez miejscowość Sękowiec.